# Macario I di Alessandria
Papa Macario (in arabo egiziano مكاريوس الاولانى; Shoubra, ... – 20 maggio 952), è stato il 59º papa della Chiesa ortodossa copta. È commemorato nel Calendario dei Santi della Chiesa ortodossa copta il 24 paremhat.
In origine era un monaco del monastero di San Macario (Abu Maqar)  o Val-Habid. Mentre secondo fonti più antiche avrebbe regnato dal 934 al 20 marzo 953 (24 paremhat 669), autori contemporanei pongono l'intervallo tra il 932 e il 952.
Dopo l'ordinazione, si ritirò da Alessandria come i suoi predecessori Gabriele e Cosimo III, costretto da indisponibilità econonomica dopo l'alienazione dei beni della Chiesa operata da parte di Chail III per pagare le tasse dei governatori mulsulmani.